# Гроховский, Игорь Валентинович
И́горь Валенти́нович Грохо́вский (30 июня 1973, Алма-Ата — февраль 2005, Самара) — советский и казахстанский футболист, нападающий.
Начинал играть во второй союзной лиге. После двух сезонов в чемпионате Казахстана транзитом через «Балтику» проследовал в московское «Динамо». Участвовал в Кубке чемпионов Содружества 1994, но в первенстве России играл только дубль. В том же году провёл один матч за нижегородский «Локомотив».
В год дебюта в тульском «Арсенале» стал его лучшим бомбардиром (11 мячей). В 1998 году начал сезон в составе «оружейников» в первом дивизионе, но не выдержал конкуренции с тульскими бразильцами и был переведён в фарм-клуб. В следующем году вернулся в главную команду.
Умер в феврале 2005 года при невыясненных обстоятельствах.

## Достижения
- В списках 33 лучших футболистов чемпионата Казахстана (1): № 3 — 1993[3].